# Йерихау-Бауман, Элизабет
Элизабет Йерихау-Бауман (нем. Elisabeth Jerichau Baumann, 21 ноября 1819, Варшава — 11 июля 1881, Копенгаген) — датская художница с польскими корнями.
Элизабет Йерихау-Бауман была супругой скульптора Йенса Адольфа Йерихау. Изучала живопись в Дюссельдорфе. Писала преимущественно жанровые полотна на темы народной жизни в Словакии. После переезда в Рим изображала картины из итальянской повседневной жизни. Впоследствии совершила путешествие по Греции и Египту.
Работы Элизабет Йерихау-Бауман весьма декоративны и наполнены великолепными красками, однако рисунку уделяется не столь большое внимание. Художница также отличалась мастерством в передаче светотени на своих полотнах. К её произведениям относятся также и картины, написанные в человеческий рост по античным и восточным мотивам («Греческий пастух у Парфенона», «Египетские женщины» и др.), а также портреты. К наиболее известным из последних относится знаменитый портрет братьев Гримм, запечатлённый впоследствии на банкноте Германии достоинством в 1000 немецких марок (последняя серия).

## Дети художницы
- Соралд Хоральд Адольф Карл Лорент (1848)
- Мари (1850)
- Харальд (1851)
- Кэролайн Элизабет Нанни (1853)
- Луиза (1859)
- Софи Дагмар Элизабет (1859)
- Холгер Хфифелд (1861)